# Cerovac (Aerodrom)
Cerovac (em cirílico: Церовац) é uma vila da Sérvia localizada no município de Aerodrom, pertencente ao distrito de Šumadija, na região de Šumadija. A sua população era de 904 habitantes segundo o censo de 2011.

## Demografia
| 1948 | 1953 | 1961 | 1971 | 1981 | 1991 | 2002 | 2011 |
| ---- | ---- | ---- | ---- | ---- | ---- | ---- | ---- |
| 980  | 1002 | 934  | 852  | 883  | 929  | 904  | 904  |